# BDŽ-Serie 400.60
Als BDŽ-Serie 40060 (fallweise auch in der Form 400.60 geschrieben) wurden die zahlreich bei den bulgarischen Staatsbahnen Balgarski Darschawni Schelesnizi (BDŽ) vorhandenen vierachsigen Brigadelokomotiven bezeichnet, die ab 1920 in Bulgarien und hier etwa bis 1970 auf zahlreichen Schmalspurbahnen mit einer Spurweite von 600 mm eingesetzt waren. Von den 93 bezifferten Lokomotiven sind die meisten bald nach dem Zweiten Weltkrieg ausgemustert worden, einige wenige haben sich bis 1970 im Betrieb halten können, bei Industriebahnen bis 1973. Vier Lokomotiven sind laut der Lokstatistik von Josef Pospichal erhalten geblieben.

## Geschichte

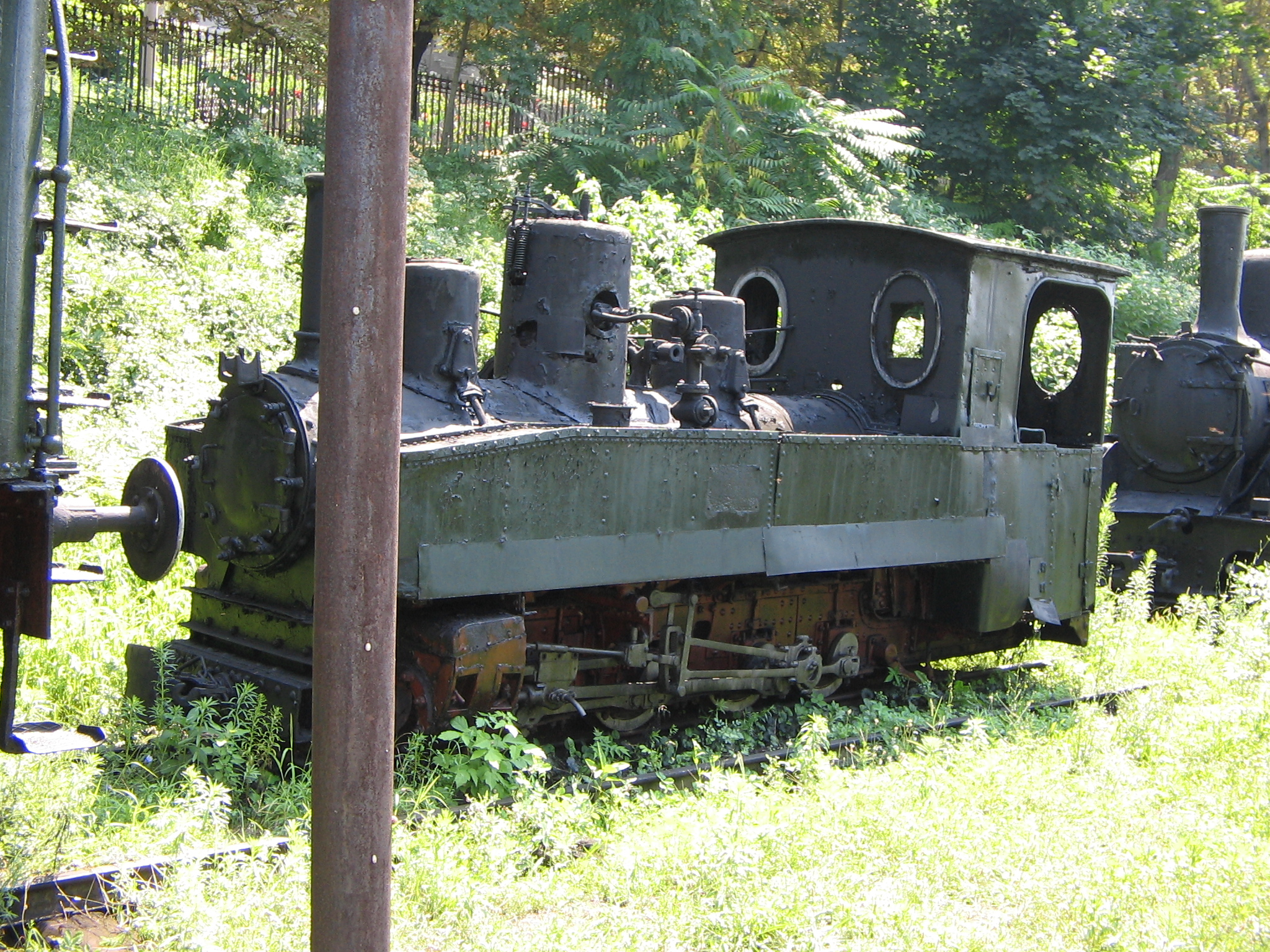
Erhaltene Brigadelokomotive im Eisenbahnmuseum Ruse

Alle Lokomotiven auf den zahlreichen Schmalspurbahnen in Bulgarien stammten aus dem Bestand der deutschen Heeresfeldbahn. Die Lokomotiven fuhren zuerst unter ihrer Bezeichnung bei der Heeresfeldbahn weiter in Bulgarien, erst ab 1936 erhielten sie ihre neue Bezeichnung der BDŽ, beginnend mit 401. Außer diesen Lokomotiven fuhren zweiachsige und dreiachsige Lokomotiven der Heeresfeldbahn in Bulgarien, die vierachsigen Lokomotiven waren zahlenmäßig deutlich in der Überzahl und hielten sich länger.
Erstmals erhielt Bulgarien im Ersten Weltkrieg über 200 Brigadelokomotiven für die Strecken im Land und Mazedonien. Da dazu noch die Lokomotiven der deutschen Truppen in Mazedonien kamen, kann von einem Stand von etwa 300 Lokomotiven während der Zeit auszugehen sein. Während des Krieges kam es zu zahlreichen Verlusten von Fahrzeugen und nach 1918 zu mehreren Rückführungen und Umbeheimatungen, sodass letztendlich bei den BDŽ 93 Lokomotiven in Friedenszeiten gezählt wurden.
Das Merkmal der bulgarischen Brigadelokomotiven war die Verwendung einer von der Standardausrüstung abweichenden Feuerbüchse zur Verwendung minderwertiger Brennstoffe. Dafür musste der Kessel nach vorn verlegt werden und war nicht mehr bündig mit den Wasserkästen. Der Kobelschornstein wurde bei ihnen entfernt, sie erhielten einen dünnen, langen Schlot mit Funkenfänger. Dazu kamen Aufsatzbretter zur Vergrößerung des Kohlevorrates. Es kann davon ausgegangen werden, dass alle Brigadelokomotiven in Bulgarien Klien-Lindner-Hohlachsen besaßen, sodass sie einen minimalen Kurvenradius bis 20 m problemlos befahren konnten. Das Fahrgestell war rot, der Kessel schwarz, Führerstand und Wasserkasten grün gehalten. Dazu waren kleine rote Zierlinien an den Kanten.
Die Maschinen waren in Bulgarien sehr erfolgreich und über 50 Jahre im Einsatz. Dazu wurde noch zur Vergrößerung ihres Aktionsradius viele Lokomotiven mit einem Brigadetender betrieben, wodurch sich ihr Aktionsradius um 500 % erhöhte. Während ihrer langen Einsatzzeit wurden oft Tauschaktionen von Baugruppen unternommen, sodass zum Schluss Kessel-, Fahrwerks- und Rahmennummer nicht mehr übereinstimmten. Viele Brigadelokomotiven wurden nach dem Zweiten Weltkrieg wegen Streckenstilllegungen oder Umspurungen ausgemustert, einige hielten sich aber bis 1970 im Betrieb. Bei Werksbahnen hielten sie sich etwas länger, bis 1973. Es ist von vier erhaltenen Exemplaren auszugehen: die bekannteste Lokomotive ist die 47960, die auf dem Hauptbahnhof in Sofia ausgestellt ist, die Lokomotiven 47060 und 48660 sind dem Eisenbahnmuseum Ruse zugeschrieben, und eine Lokomotive soll in Dupnitsa erhalten sein.